# Pterolophia fulvescens
Pterolophia fulvescens là một loài bọ cánh cứng trong họ Cerambycidae.